# Kangaroo Court (cortometraje)
Kangaroo Court es un cortometraje dirigido por Sean Astin se estrenó en el año 1994 y fue nominado como Mejor cortometraje en los Premios Óscar.

## Sinopsis
Un abogado negro de una ciudad se ve obligado a defender a un policía blanco que se encuentra como rehén de una pandilla que busca venganza por el asesinato de un niño.

## Reparto
- John Colton
- Gregory Hines
- Stoney Jackson
- Leslie A. Jones como Condor
- Michael O'Keefe
- T.E. Russell
- Dex Elliott Sanders
- Vicellous Reon Shannon
- Christopher Stanley como Manzick